# Susan Wang
Susan Wang (* 10. Februar 1982) ist eine australische Badmintonspielerin. 

## Karriere
Susan Wang siegte 2004 im Damendoppel mit Renuga Veeran sowohl bei den Australian Open als auch bei den Ballarat International. 2012 gewann sie die nationalen Titelkämpfe im Mixed mit Raymond Tam.

## Sportliche Erfolge
| Saison | Veranstaltung          | Disziplin   | Platz | Name                       |
| ------ | ---------------------- | ----------- | ----- | -------------------------- |
| 2004   | Australian Open        | Damendoppel | 1     | Renuga Veeran / Susan Wang |
| 2004   | Ballarat International | Damendoppel | 1     | Renuga Veeran / Susan Wang |